# San Pablo City
San Pablo City ist eine philippinische Component City in der Provinz Laguna, in der Verwaltungsregion IV, Calabarzon. Sie hat 266.068 Einwohner (Zensus 1. August 2015), die in 80 Barangays leben. Sie wird als Gemeinde der ersten Einkommensklasse in den Philippinen und als hoch urbanisiert eingestuft. Die Großstadt trägt den Beinamen Stadt der sieben Seen,(Tagalog: Lungsod ng Pitong Lawa).
San Pablo war seit 1910 Teil der römisch-katholischen Erzdiözese Lipa. Am 28. November wurde durch Papst Paul VI. dann das neue Bistum San Pablo errichtet, dessen Kathedrale Paulus von Theben (Paulus dem Ersten Einsiedler – St. Paul the First Hermit) geweiht ist.

## Geographie
San Pablo City liegt im Süden der Provinz Laguna, am Fuße der Vulkane Berg Banahaw und San Cristobal. An seinen Berghängen erstrecken sich die letzten großen tropischen Regenwälder in der Provinz. Zum Schutz der Waldbestände wurde der Mounts-Banahaw-San-Cristobal-Nationalpark etabliert. Im Norden der Großstadt liegt der 1.090 Meter hohe Berg Makiling. San Pablo Citys Nachbargemeinden sind Alaminos im Nordwesten, Santo Tomas und Lipa City im Westen, Calauan im Norden und Nagcarlan und Rizal im Osten. Die Topographie der Stadt ist gekennzeichnet durch Flachländer, sanfthügelige und gebirgige Landschaften.

## Verkehr
San Pablo City wird über den Maharlika Highway und durch die Eisenbahn mit der Bicol-Region und der Hauptstadtregion Metro Manila verbunden. Tägliche Eisenbahnverbindungen werden von der Philippine National Railways angeboten.

## Baranggays
| - Bagong Bayan II-A - Bagong Pook VI-C - Barangay I-A - Barangay I-B - Barangay II-A - Barangay II-B - Barangay II-C - Barangay II-D - Barangay II-E - Barangay II-F - Barangay III-A - Barangay III-B - Barangay III-C - Barangay III-D - Barangay III-E - Barangay III-F - Barangay IV-A - Barangay IV-B - Barangay IV-C - Barangay V-A | - Barangay V-B - Barangay V-C - Barangay V-D - Barangay VI-A - Barangay VI-B - Barangay VI-D - Barangay VI-E - Barangay VII-A - Barangay VII-B - Barangay VII-C - Barangay VII-D - Barangay VII-E - Bautista - Concepcion - Del Remedio - Dolores - San Antonio 1 - San Antonio 2 - San Bartolome - San Buenaventura | - San Crispin - San Cristobal - San Diego - San Francisco - San Gabriel - San Gregorio - San Ignacio - San Isidro - San Joaquin - San Jose - San Juan - San Lorenzo - San Lucas 1 - San Lucas 2 - San Marcos - San Mateo - San Miguel - San Nicolas - San Pedro - San Rafael | - San Roque - San Vicente - Santa Ana - Santa Catalina - Santa Cruz - Santa Felomina - Santa Isabel - Santa Maria Magdalena - Santa Veronica - Santiago I - Santiago II - Santisimo Rosario - Santo Angel - Santo Cristo - Santo Niño - Soledad - Atisan - Santa Elena - Santa Maria - Santa Monica - Santa Veronica |